# Пружани
Пружани (блр. Пружаны; рус. Пружаны) град у западном делу Републике Белорусије и административни центар Пружанског рејона Брестске области.
Према процени из 2012. у граду је живело 18.796 становника.

## Географија
Град Пружани лежи на месту где се река Муха и Ветски канал спајају и претварају у реку Мухавец (део басена реке Буг). Град је удаљен 89 км североисточно од административног центра области Бреста. Град пресеца магистрални друм Р85 на релацији Слоним—Ружани—Пружани— Високаје.

## Историја
Насеље Пружани се први пут помиње 1433, вероватно као место на којем је локално становништво спасило неколико Пруса од неких крсташких витезова (па отуда и Прушани, односно Пружани). Само насеље је од 1487. познато под именом Добучин.
Добучин добија Магдебуршко право 1589, мења име у Пружани и постаје важним трговачким центром у ком су се одржавала и до 4 сајма годишње. Године 1563. имали су 1.250 становника, 278 домаћинстава и 7 улица. Град дуби Магдебуршко право 1776.
Пружани 1795. постају саставним делом Руске Империје и ту остају све до Ришког мира чијим одредбам, а је град враћен у састав Пољске 1921. године (остаје Пољски све до 1939). Саставни део Белоруске ССР постаје у септембру 1939. године.
Пре Другог светског рата, Јеврејска популација бројала је нешто више од 5.000 становника Пружана. Током рата Нацисти су све пружанске Јевреје сместили у гето у ком је до 1943. било преко 10.000 затвореника. За самао три дана, од 28. до 31. јануара 1943. у концентрационе логоре Аушвиц и Биркенау депортовани су сви затвореници (где су и ликвидирани).

## Становништво
Према процени, у граду је 2012. живело 18.796 становника.
| 1979.  | 1989.  | 1999.  | 2009.  | 2012.  |
| ------ | ------ | ------ | ------ | ------ |
| 17.256 | 23.079 | 23.079 | 19.032 | 18.796 |